# Магнитно поле
Магнитното поле е векторно поле, което се създава от частици с ненулев магнитен момент (например от магнитния момент на електроните в атомите на постоянен магнит) или от промяната на електрическото поле във времето. То е един от двата компонента на електромагнитното поле. Основните му характеристики са неговата сила и посока, определяни от вектора на магнитната индукция, т.е. това е векторно поле. В системата единици SI силата на магнитното поле се измерва в тесла (означение Т).
Комплексното математическо описание на магнитното поле на даден обект обикновено се представя чрез магнитни линии. Тези така наречени линии са чисто математическа абстракция и не съществуват физически, но са добро средство за илюстрация. Например разпръснат железен прах в близост до магнит образува фигури, подобни на въображаемите линии и дава представа за тяхното разположение.
Два магнита упражняват сила един върху друг чрез магнитните полета, които създават. Електрическият ток (и по принцип движението на заредени частици) също създава магнитно поле. Магнитното поле на постоянен магнит съществува предимно благодарение на електрони, несвързани в двойки. За да се създаде магнитно поле, е необходима енергия, която се освобождава, когато полето се разруши. Електричните и магнитните полета са неразривно свързани – промяната в електрическото поле създава магнитно поле и промяната в магнитното поле създава електрическо поле.
Това се описва от уравненията на Максуел. От гледна точка на специалната теория на относителността тези две полета са всъщност различна проява на един и същ обект – електромагнитното поле. От гледна точка на квантовата механика това електромагнитно поле се създава от виртуални фотони. В някои прости случаи полето може да се определи по закона на Био-Савар или от теоремата за циркулацията (наричана също закон на Ампер). В по-сложни случаи се дефинира като решение на уравненията на Максуел.
Магнитното поле се проявява чрез въздействието му върху магнитните моменти на частиците и върху движещи се електрически заредени частици (например проводник, по който тече електрически ток). Силата, действаща върху движеща се в магнитно поле заредена частица, се нарича сила на Лоренц. Тя е пропорционална на заряда на частицата и на векторното произведение на полето и скоростта на движение на частицата.
Магнитните полета намират широка употреба още от дълбока древност. Земята има свое магнитно поле, което е важно за навигацията. Северният полюс на компасите всъщност сочи към южния магнитен полюс на Земята, който се намира в близост до северния географски полюс. Магнитните полета се използват в електрически мотори, трансформатори, генератори и много други електрически уреди.

## История

### До 19 век
Макар че магнитите и магнетизмът са известни от древността, едно от първите описания на магнитно поле е това на французина Петрус Перегринус от 1269 г., на базата на картината на магнитното поле на сферичен магнит, получена след разпръскване на железен прах. Забелязвайки, че линиите се събират в две точки, той нарича тези точки полюси по аналогия с полюсите на Земята. Три столетия по-късно Уилям Гилбърт повтаря експеримента на Перегринус и става първият, изказал твърдението, че Земята също е един огромен магнит. Той публикува De Magnete през 1600 г. и спомага за установяването на учението за магнетизма като наука.
Едни от първите успешни описания и карти на магнитното поле са създадени през 1824 г. от Симеон Дени Поасон. Той предполага, че магнетизмът се дължи на „магнитни заряди“, които могат да се привличат или отблъскват. Този модел е напълно аналогичен на съвременния модел от електростатиката, според който електричното поле се създава от положителни и отрицателни електрически заряди. Този модел правилно предсказва H-полето на постоянни магнити, правилно описва и предсказва силите между тях, дори изчислява правилно енергията, която се съдържа в магнитното поле. Моделът има обаче два важни недостатъка – първо, магнитни заряди не съществуват, ако един магнит се среже на две, не се образуват два отделни магнитни полюса, а два нови магнита, всеки с два полюса. Второ, моделът не може да обясни връзката между електричеството и магнетизма.

### Съвременна теория на магнетизма
Основите на съвременната теория на магнетизма се поставят от няколко революционни открития през 1820 г., малко преди модела на Поасон.
Ханс Кристиан Оерстед открива, че електрическият ток, който тече по проводник, генерира магнитно поле около него. Андре Мари Ампер показва, че два паралелни проводника, по които тече ток в една и съща посока, се привличат, а когато токът тече в различни посоки, се отблъскват. И най-накрая, Жан Батист Био и Феликс Савар откриват закона на Био-Савар, който предсказва магнитното поле около проводник, по който тече ток.
През 1825 г. Ампер допълва откритията със своя закон на Ампер, който спомага да се сложат основите на електромагнетизма. През 1831 г. Майкъл Фарадей показва, че обратното също е вярно – магнитното поле генерира електрическо поле, по този начин доказвайки тясната връзка между електричество и магнетизъм.
Между 1861 и 1865 г. Джеймс Кларк Максуел публикува уравненията на Максуел, които обединяват електричеството и магнетизма в една единна теория. За първи път той ги публикува в статията On Physical Lines of Force през 1861 г. Този набор от уравнения е непълен, окончателният им вариант е публикуван през 1865 г. в A Dynamical Theory of the Electromagnetic Field и показва, че светлината също е електромагнитна вълна. Този факт е потвърден експериментално от Хайнрих Херц в 1887 г.
През 20 век теорията е разширена и обобщена. В своята статия от 1905 г. за относителността Алберт Айнщайн показва, че електрическото и магнитното поле са проява на едно и също явление, погледнато от различни отправни системи. Квантовата теория дава и основите на квантовата електродинамика.

## B и H
Терминът „магнитно поле“ се прилага към две различни векторни полета, обозначавани с H и B. Величината {\displaystyle \mathbf {H} } се нарича интензитет на магнитното поле. Исторически магнитно поле се отнася за H, докато {\displaystyle \mathbf {B} } се нарича магнитна индукция. Магнитната индукция B е основна характеристика на магнитното поле, тъй като именно тя определя действащата върху зарядите сила, а също и тъй като B и E са компоненти на единния тензор на електромагнитното поле. Аналогично, в един тензор се обединяват величините H и D (електрична индукция). Разделението на електромагнитното поле на магнитно и електрическо е условно и зависи от избора на отправна система. Единицата от SI за величината B е тесла (Т), докато H се измерва в ампери на метър (А/m).

## Магнитно поле на постоянни магнити
Според съвременните представи всяко взаимодействие се осъществява посредством поле. Съществуват различни видове полета и тяхното изучаване заема централно място в съвременната физика.
Английският физик Майкъл Фарадей пръв стига до извода, че постоянните магнити взаимодействат посредством създадените от тях полета. Всеки магнит е източник на магнитно поле, което изпълва пространството около него и му придава нови свойства. Тези свойства се изразяват например в това, че на всеки друг магнит, поставен в полето, действа сила. Магнитното поле на Земята действа на стрелката на компаса със сили, които я завъртат в посока север – юг. По този начин магнитните сили действат от разстояние, а непосредствено – те се пораждат от полето на мястото, където се намира магнитната стрелка, и са приложени върху нея.